# Live and Let Die (álbum)
Live And Let Die é o terceiro e último álbum de estúdio da dupla de hip hop americana Kool G Rap & DJ Polo, que foi lançado em 24 de Novembro de 1992, pela Cold Chillin' Records. O álbum apresenta participações de Ice Cube, Big Daddy Kane, Scarface, e Bushwick Bill. Os singles "Ill Street Blues", e "On the Run" receberam ambos constante airplay no Yo! MTV Raps e no Rap City desde o lançamento do álbum.
Warner Bros. Records eventualmente se recusou a distribuir Live and Let Die como parte de seu contrato com a Cold Chillin' Records por causa do conteúdo lírico e da capa do álbum. Não se sabe se um número de catálogo da Warner Bros. Records foi atribuído ao lançamento. Live and Let Die permaneceu fora de impressão até ser re-lançado e remasterizado com vários materiais bônus em Agosto de 2008 pela Traffic Entertainment Group, os atuais donos do catálogo da Cold Chillin'. Através dos anos, vários críticos musicais o tem considerado um clássico do underground, devido ao lirismo intricado de Kool G Rap e a produção de Sir Jinx.
Comparado aos temas líricos dos álbuns anteriores da dupla, este álbum apresenta um foco ainda maior nas letras hardcore gangsta e mafioso rap. O conteúdo violento e sexual é muito mais gráfico do que em qualquer outro álbum de Kool G Rap & DJ Polo. A maioria das canções apresentam história vívidas de algum tipo, muitas delas relacionadas ao crime organizado (especialmente nos singles "On the Run" e "Ill Street Blues") e crime de rua violento ("Train Robbery", "Two to the Head"). Há também sex raps ("Operation CB", "Fuck U Man"), histórias horrorcore ("Straight Jacket", "Edge of Sanity"), e até comentários sócio-políticos similares aos de Public Enemy e Boogie Down Productions ("Crime Pays"). As canções "Home Sweet Home", "Fuck U Man", e "Still Wanted Dead or Alive" atuam como sequências, respectivamente, para as canções  "Streets of New York", "Talk Like Sex", e "Wanted: Dead or Alive" do álbum anterior.

## Recepção

### Resposta da crítica
| Críticas profissionais | Críticas profissionais |
| Avaliações da crítica  | Avaliações da crítica  |
| Fonte                  | Avaliação              |
| ---------------------- | ---------------------- |
| Allmusic               | [ 2 ]                  |
| Billboard              | (Favorável)            |
| Robert Christgau       | Dud                    |
| Rolling Stone          | [ 5 ]                  |
| The Source             | [ 6 ]                  |
| Trouser Press          | (Favorável)            |

Apesar de Live and Let Die recebido a mesma quantidade de sucesso comercial e atenção que os outros lançamentos de Kool G Rap, é largamente favorecido por críticos e por fãs. Andy Kellman do Allmusic deu ao álbum 4 ½ de 5 estrelas, e disse; "Um caso forte poderia ser feito para Live and Let Die como a maior realização de Kool G Rap & DJ Polo." Ele também disse que "O álbum é uma história após a outra que chamam sua atenção sem falha, e elas vem a você de vários ângulos. Seja fazendo um assalto a um trem, descarregando sua frustração sexual, analisando sua psicose, ou dominando as ruas, G Rap é um profissional em manter um público cativo. Todos os fãs obstinados de East Coast rap, especialmente seguidores de The Notorious B.I.G., devem a si mesmos se tornarem bem familiarizados com este álbum." Jeff Chang do Trouser press deu ao álbum uma avaliação favorável e elogiou a química entre Kool G Rap e o produtor Sir Jinx, assim como o lirismo e a produção geral do álbum.

## Lista de faixas
| #  | Título                                                      | Produtores           | Samples | Duração |
| -- | ----------------------------------------------------------- | -------------------- | --- | ------- |
| 1  | "Intro"                                                     | Sir Jinx, Kool G Rap | - The Godfather theme song                                                                                               | 0:41    |
| 2  | "On the Run"                                                | Sir Jinx, Kool G Rap | - "Up Above the Rock" de Ray Bryant - "Canned Funk" de Joe Farrell - Dialogue from the film The Untouchables             | 4:40    |
| 3  | "Live and Let Die"                                          | Sir Jinx, Kool G Rap | - Chocolate City" de Parliament - "Dreaming about You" de Blackbyrds                                                     | 5:16    |
| 4  | "Crime Pays"                                                | Sir Jinx, Kool G Rap | - "You can Make It If You Try" de Sly and the Family Stone - "In the Hole", "Jiving Round" de The Bar-Kays               | 2:17    |
| 5  | "Home Sweet Home"                                           | Sir Jinx, Kool G Rap | - "Reverend Lowdown" de Eddy Senay                                                                                       | 2:37    |
| 6  | "Train Robbery"                                             | Sir Jinx, Kool G Rap | | 4:12    |
| 7  | "# 1 with a Bullet" (feat. Big Daddy Kane)                  | Sir Jinx, Kool G Rap | - "Are you my woman (tell me so)" de The Chi-Lites                                                                       | 2:36    |
| 8  | "Operation CB"                                              | Sir Jinx, Kool G Rap | - "Flashlight" de Parliament                                                                                             | 4:28    |
| 9  | "Straight Jacket"                                           | Trackmasters         | | 3:11    |
| 10 | "Ill Street Blues"                                          | Trackmasters         | - "Get Out of My Life" de Joe Williams                                                                                   | 3:46    |
| 11 | "Go For Your Guns"                                          | Sir Jinx, Kool G Rap | | 4:37    |
| 12 | "Letters"                                                   | Sir Jinx, Kool G Rap | - "Give the Baby Anything the Baby Wants" de Joe Tex                                                                     | 3:40    |
| 13 | "Nuff Said"                                                 | Sir Jinx, Kool G Rap | | 2:47    |
| 14 | "Edge of Sanity                                             | Sir Jinx, Kool G Rap | - "I'm Gonna Love You Just a Little More, Babe" de Jimmy Smith - "Loverman" de Grover Washington Jr.                     | 5:12    |
| 15 | "Fuck U Man"                                                | Trackmasters         | - "Save Their Souls" de Hamilton Bohannon - "Different Strokes" de Sly Johnson - "Talk Like Sex" de Kool G Rap & DJ Polo | 4:01    |
| 16 | "Still Wanted Dead or Alive"                                | Sir Jinx, Kool G Rap | - "Get the Fuck Outta Dodge" de Public Enemy                                                                             | 3:24    |
| 17 | "Two to the Head" (feat. Scarface, Bushwick Bill, Ice Cube) | Sir Jinx, Kool G Rap | - "Mommy, What's a Funkadelic?" de Funkadelic                                                                            | 4:46    |

| N.º | Título                                   | Duração |  |
| 1.  | "Ill Street Blues (Illest Version)"      |         |  |
| 2.  | "Ill Street Blues (A Cappella Version)"  |         |  |
| 3.  | "Ill Street Blues (Instrumental)"        |         |  |
| 4.  | "Fuck U Man (Original 12' Version)"      |         |  |
| 5.  | "On the Run (Dirty Al Capone)"           |         |  |
| 6.  | "On the Run (Instrumental Al Capone)"    |         |  |
| 7.  | "On the Run (Remix A Cappella)"          |         |  |
| 8.  | "On the Run (Clean Al Capone)"           |         |  |
| 9.  | "On the Run (Dirty Untouchable)"         |         |  |
| 10. | "On the Run (Instrumental Untouchable)"  |         |  |
| 11. | "On the Run (Clean Untouchable)"         |         |  |
| 12. | "Straight Jacket (Original 12' Version)" |         |  |
| 13. | "Letters (Clean Edit Version)"           |         |  |

## Créditos
- Kool G Rap - intérprete, produtor
- Big Daddy Kane - intérprete
- Ice Cube - intérprete
- Scarface - intérprete
- Bushwick Bill - intérprete
- Sir Jinx - produtor
- Trackmasters - produtor
- George DuBose - fotografia

## Posições nas paradas
| Parada (1992)          | Melhor posição |
| ---------------------- | -------------- |
| Billboard 200          | 185            |
| Top R&B/Hip Hop Albums | 18             |
| Top Heatseekers        | 6              |

| Ano  | Canção             | Posições nas paradas | Posições nas paradas               |
| Ano  | Canção             | Hot Rap Singles      | Hot Dance Music/Maxi-Singles Sales |
| ---- | ------------------ | -------------------- | ---------------------------------- |
| 1993 | "On the Run"       | 19                   | 30                                 |
| 1993 | "Ill Street Blues" | 26                   | —                                  |